# Villa Tisi
Villa Tisi è una delle più antiche residenze nobiliari di Salerno. Costruita su progetto di Gabriele Giannattasio, allievo di Carlo Vanvitelli, l'edificio occupa la sommità del colle Sant'Eremita.

## Architettura
L'edificio presenta una forma rettangolare con piano seminterrato, due livelli e sottotetto, pavimenti in marmo. Caratterizzano l'immobile la loggia ed il colonnato al primo livello, lo scalone di accesso ed il giardino con bastioni.

## Storia
Le prime edificazioni dell'area del colle Sant'Eremita risalgono al XVII secolo, si hanno notizie di un convento dell'Ordine di Malta. Nel XIX secolo il complesso conventuale divenne villa signorile in seguito al decreto di soppressione degli ordini monastici.
Gabriele Giannattasio progettò il nuovo edificio, donato al ministro Raffaele Conforti per volontà del re Vittorio Emanuele II. Successivamente fu acquistata all'asta dalla famiglia Tisi, in particolare da Vincenzo Tisi; marito di Maria Giuseppa Giannattasio, figlia del progettista.
Durante la Seconda guerra mondiale fu usata come base per la difesa aerea e danneggiata dai bombardamenti. Alla fine degli anni '70 fu venduta dagli eredi Tisi e ripristinata dagli attuali proprietari.